# 小田急電鉄直営事業
小田急電鉄直営事業（おだきゅうでんてつちょくえいじぎょう）は、小田急電鉄の社内ベンチャーとして始まった事業、並びに小田急電鉄が直営で行う事業。本項では主に、流通・飲食・レジャー事業について記述する。また小田急電鉄直営事業として開始され、小田急グループ内外の他社に移管・譲渡された事業についても記述する。

## 飲食
- おだむすび - 新宿駅構内・周辺におむすび店を経営。小田急レストランシステムに営業譲渡。
- food & heart - 町田駅構内。株式会社小田急レストランシステムに営業譲渡後、閉店。
- 箱根茶屋 - 本厚木駅構内。株式会社小田急レストランシステムに営業譲渡後、閉店。

## レジャー
- 小田急山中湖フォレストコテージ[1]（山梨県、貸別荘）
- 箱根ガーデンミュージアム
- 小田急東山湖フィッシングエリア（静岡県御殿場市）

## ショッピング
- 小田急グッズショップTRAINS[2] - オリジナルの 鉄道コレクション、Bトレインショーティーや各種グッズ類、グループ会社商品の販売などを行っている小田急電鉄の公式グッズショップ。
- ビーバートザン - ホームセンター。箱根登山鉄道から移管後、コーナンに事業譲渡し小田急グループを離脱。

## その他のビル経営
- SHINJUKU ODAKYU PARK - 旧新宿スバルビル（富士重工業）[注釈 1]。2010年に富士重工[注釈 1]との契約締結、2011年4月に受け渡し。なお富士重工[注釈 1]は2014年に渋谷区恵比寿へ本社機能を移したが、それまでは引き続き賃貸契約を結んだ上で入居していた。今後は小田急百貨店本館や小田急ハルクなどとともに再開発が検討されている。

## 小田急SCディベロップメント
「小田急SCディベロップメント」（おだきゅうSCディベロップメント、英: Odakyu SC Development Co., Ltd.）は東京都新宿区に本社を設け、小田急線沿線周辺を主な営業エリアとする不動産業である。小田急電鉄の100%出資による完全子会社で、小田急グループに属する。
2020年4月1日に設立され、小田急電鉄が直営事業として運営してきたショッピングセンター (SC) 事業は同社へ移管された。
- 小田急エース（新宿西口地下街）[5] - 株式会社小田急ビルサービスから移管。
- 新宿西口 ハルク[6] - 旧「小田急ハルク」。小田急百貨店開店当初はここが本館であった。
- 新宿サザンテラス
- 新宿サザンタワー
- 新宿テラスシティ
- フラッグス
- ミロード
  - 新宿ミロード[7]（2025年3月閉館）
  - 新百合ヶ丘Lミロード[8]
  - 本厚木ミロード[9]
- コルティ
  - 経堂コルティ（旧：経堂ジョイフル）
  - 成城コルティ
- 相模大野ステーションスクエア
- ビナウォーク
- ODAKYU 湘南 GATE - 旧：小田急百貨店藤沢店。SCへ業態転換後に移管された。
- 小田急マルシェ（駅ナカ小規模商業施設）
  - 喜多見、狛江、向ヶ丘遊園、生田、百合ヶ丘、鶴川、玉川学園前、小田急相模原、相武台前（旧:相武台ジョイフル）、座間、伊勢原、東海大学前、秦野、渋沢、東林間、南林間（旧:南林間ジョイフル）、大和、湘南台、善行、他
- アコルデ（駅ナカ商業施設）
  - アコルデ代々木上原（物販、飲食、スポーツクラブ、銀行、医療複合施設）
  - アコルデ新百合ヶ丘南館・北館（物販、飲食、医療複合施設）

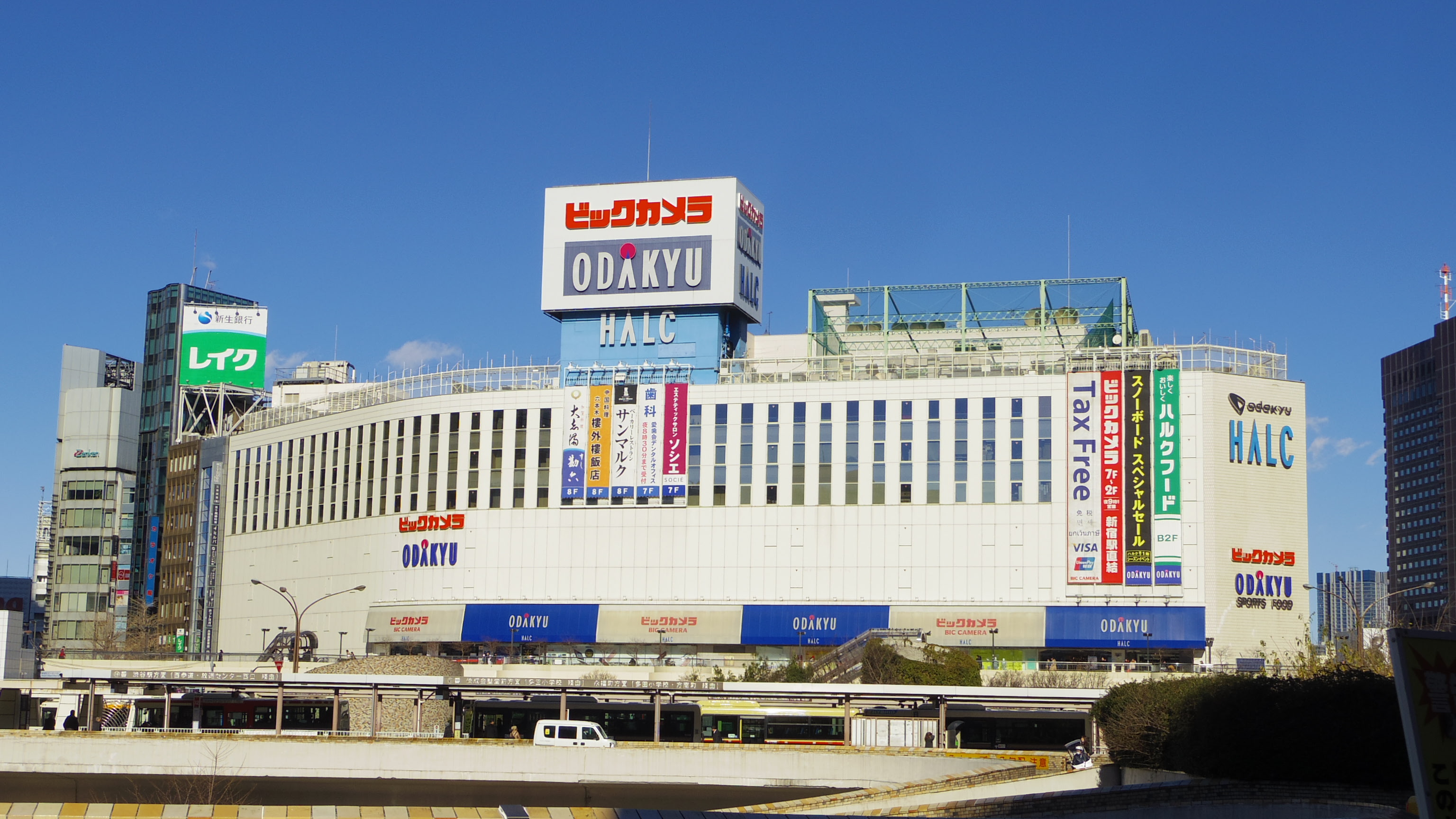
小田急ハルク（新宿西口）